# 石碌河
石碌河，位于中国海南岛西部，是昌化江右岸支流。石碌河源头段称南或河，发源于白沙黎族自治县西南部的斧头岭，向北流经青松乡，过打炳村后转西流，过金波乡后流入白沙与昌江两县交界的石碌水库，出库后经昌江县城石碌镇后转西南流，在叉河镇老宏村以南汇入昌化江。河长59.6公里，比降5.61‰，流域面积545.7平方公里，年均径流量3.82亿立方米。源流地斧头岭位于海南坝王岭国家级自然保护区内，主要保护黑长臂猿。